# Döhle-Körperchen
Döhle-Körperchen sind helle blau-graue, oval geformte, basophile Einschlusskörperchen im Protoplasma neutrophiler Granulozyten. 

## Beschreibung
Der Durchmesser der Döhle-Körperchen beträgt 1 bis 3 µm. Über die Bildung der Döhle-Körperchen ist noch nicht sehr viel bekannt, man geht aber davon aus, dass es sich um Reste des rauen Endoplasmatischen Retikulums handelt, die durch Zellreifungsstörungen entstehen. Die Döhle-Körperchen können unter anderem bei der May-Hegglin-Anomalie, bei Verbrennungen und bestimmten Infektionen (Scharlach, Fleckfieber, Pneumonie), sowie dem Chediak-Higashi-Syndrom diagnostiziert werden.

## Namensgebung
Die Döhle-Körperchen sind nach dem Kieler Pathologen Paul Döhle (1855–1928) benannt. Er entdeckte sie 1911 bei Patienten mit Scharlach.